# Stampa
Stampa es una antigua comuna y localidad suiza del cantón de los Grisones, situada en el distrito de Maloja, círculo y comuna de Bregaglia. 
La comuna fue disuelta el 1 de enero de 2010 tras su fusión con las comunas de Bondo, Castasegna, Soglio y Vicosoprano en la nueva comuna de Bregaglia.

## Geografía
La antigua comuna se encontraba dividida en dos partes, la primera, en la cual se encontraba al núcleo urbano principal, estaba encerrada por las comunas de Soglio (norte y oeste) y Vicosoprano (este) y Bondo (sur). 
La segunda parte, enclavada más hacia el occidente, limitaba al norte con la comuna de Bivio, al este con Sils im Engadin/Segl, al sur con Chiesa in Valmalenco (IT-SO) y Val Masino (IT-SO), y al oeste con Vicosoprano y Soglio.

## Personalidades
- Giovanni Giacometti (1868-1933)
- Augusto Giacometti (1877-1947), primo de 2° grado de Giovanni
- Alberto Giacometti (1901-1966), hijo de Giovanni
- Diego Giacometti (1902-1985), hijo de Giovanni
- Bruno Giacometti (1907-2012), hijo de Giovanni